# Har ha-Menuchot
Har ha-Menuchot (hebrejsky הר המנוחות‎, doslova „Hora odpočinku“) je vrch a největší hřbitov v Jeruzalémě.

## Poloha
Nacházející se na západním okraji města v blízkosti čtvrti Giv'at Ša'ul. Na sever od hřbitova se nachází Mevaseret Cijon, na západ Moca a na jih Har Nof. Jedná se o oficiální městské pohřebiště, poskytující bezplatné pohřby pro izraelské občany. Hřbitov je situován na hoře Har Tamir, jejíž vrcholová partie i svahy jsou začleněny do areálu pohřebiště. Na severu terén prudce spadá do údolí potoka Sorek a údolí Emek ha-Arazim.

## Historie
V době svého otevření v roce 1951 hřbitov významně rozšířil jeruzalémské kapacity pro pohřby, neboť do té doby jediný velký hřbitov jenž byl k dispozici, byl několik set let starý hřbitov na Olivové hoře. V současné době se v Jeruzalémě pohřbívá na Har ha-Menuchot, Olivové hoře a malém hřbitově Sanhedria. Kromě zmíněných hřbitovů se v Jeruzalémě nachází národní hřbitov na Herzlově hoře, kde jsou pohřbívány izraelské osobnosti a padlí izraelští vojáci. Na konci roku 2019 se otevřela nová část hřbitova Har ha-Menuchot. Nový úsek se nachází pod zemí, a jsou to několikapatrové chodby, jež jsou dlouhé 1600 metrů s místem pro 24 000 zemřelých. Počítá se s dalším rozšiřováním chodeb.

## Pohřbené osobnosti
Z významných osobností jsiz na hřbitově pohřbeni například:
- Jicchak Ben Cvi, politik, historik, izraelský prezident
- Viktor Fischl (Avigdor Dagan), spisovatel původem z Čech
- Tuvia Bielski, vůdce partyzánské skupiny
- Dora Blochová, zabitá Idi Aminenm po operaci Entebbe
- Udi, Rút, Joav, Elad a Hadas Fogelovi, oběti Itamarského masakru z roku 2011
- Yaakov Yosef Herman, americký ortodoxní průkopník
- Menachem Elon, bývalý zástupce Izraelského nejvyššího soudu
- George Mantello, maďarský ortodoxní žid. Jako první tajemník Salvadoru ve Švýcarsku opatřil doklady velkému množství židů během holokaustu, čímž je zachránil. Také zveřejnil tzv. Osvětimské protokoly
- Miriam Monsonego, oběť útoku v Montauban a Toulouse z roku 2012
- Itzhak Nener, právník a místopředseda Liberální internacionály
- Paul Reichmann, kanadský realitní magnát
- Jonatan, Arie a Gabriel Sandlerovi, oběti útoku v Montauban a Toulouse
- Jona Bogale, první vůdce Beta jisra'el, komunity etiopských Židů v Izraeli
- 7 dětí rodiny Sassoonových zabitých při šabatové střelbě v americkém Brooklynu v New Yorku
- Jacques Lipchitz, kubistický sochař
- Ludwig Blum, izraelský malíř původem z Čech